# 歡喜跑
歡喜跑，是日本純種競賽馬匹。生涯活躍於泥地賽事，曾於2013年勝出全日本兩歲優駿，同時於2014年勝出羽田盃及東京打吡，成為南關東二冠馬。

## 出賽前
2011年3月6日出生於北海道浦河町辻牧場，所有權直接歸於牧場旗下。
其後交由門別競馬場練馬師田中淳司訓練。

## 競賽生涯

### 2歲
2013年5月13日出戰門別競馬場JRA認定2歲新馬戰，採取領放戰術下於第四彎道經已取得巨大優勢，最終繼續衝刺下以2 1/2馬位取得管冠軍。
其後出戰JRA認定勝利者挑戰賽，再度以先頭戰術展開賽事，於第四彎道開始發力突放，最終拉開後方4馬位優勢取得連勝。
憑借其於兩場JRA認定賽事中的優秀表現，其得以以地方馬身份前往函館競馬場出戰函館兩歲錦標。比賽開始後，其並未和上兩仗一樣保持領放姿態，而是保持於後方位置等待時機。進入直路後，其嘗試於外檔位置奮力加速衝出，但最終仍然僅跑獲第五。
8月10日繼續停留於函館競馬場以公開賽宇宙賞作為目標，但最終獲得第五。
返回地方後的首戰為日出盃，比賽初段選擇於第十的後方位置緩慢推進，但於進入對面直路後不斷加速爬升。通過第三、四彎道時，其不斷衝刺並超越前方領放的A Shin Hokutosei，最終於直路繼續加速下拉開對手2 1/2馬位取得首個分級賽冠軍。
其後出戰北海道兩歲優駿，為其首次於泥地賽事上和中央所屬馬決戰。比賽開始後，其採用居中戰術保持於約莫第八的位置推進，並於通過第三彎道時候開始抽出外檔發力。進入直路初段，憑借早前的奮力加速，其經已和領放馬地球橋樑保持平頭，後續於歡喜跑繼續衝刺下成功超越對手並以2馬位優勢取得首個交流分級賽冠軍。
12月18日出戰2歲泥地王者決定戰全日本兩歲錦標，賽前以2.5倍獨贏賠率取得第一人氣。比賽開始後，其以優秀的反應進佔第三的位置穩步推進，並於通過第四彎道時候稍微前移。進入直路後，其迅速閃入有利位置進行加速，最終於和Suzaku的纏鬥中勝出，率先透出下取得首個一級賽冠軍。

### 3歲
2014年年初，陣營為求安排其出戰南關東經典賽，安排其轉入大井競馬場練馬師森下淳平的馬房。
3月12日出戰轉廄後的首戰京濱盃，並以此作為羽田盃典前哨戰。比賽開始後，其保持於領放馬後方位置，最終於直路順利帶出下取得領先，其後亦可抵擋後上馬的追擊，以1 3/4馬位取得勝利。
4月23日出戰羽田盃，比賽初段繼續採用先行戰術保持於第三的位置，並於比賽途中保持穩定的節奏。通過第四彎道時候，其經已處於領先並於直路輕鬆衝出，最終不斷突進之下拉開後方5馬位取得第一冠。
6月4日按照計劃出戰東京打吡，同時於賽前亦順理成章地取得第一人氣。比賽開始後，其順利出閘下以先行戰術展開賽事，通過第三、四彎道時候逐步發力帶出。進入直路後，其經已取得領先的優勢，最終繼續衝刺下以4馬位輕鬆取勝，成為2011年Clave Secreta後再一匹南關東二冠馬。
7月9日出戰三冠尾關日本泥地打吡，賽前其仍然獲得第一人氣。比賽開始後，其面對因颱風浣熊接近日本而變成黏地的跑道下仍然果敢地選擇先行戰術，並於前半段以稍快的步速展開賽事。進入直路後，其輕鬆加速超越前方的North Shore Beach取得領先，然而後續未能抵擋大外檔猛追的Kazenoko，最終被對手拉開4馬位落敗得第二，無緣南關東三冠馬的頭銜。
完成日本打吡打吡後返回牧場放草，並於11月26日以勝島王冠作為復出戰，但反應平平下未能加速，最終以第五完賽。
其後出戰東京大賞典，維持穩定的表現下敗於北港火山、小林歷奇及Summit Stone取得第四。

### 4歲
2015年首戰為川崎紀念，雖然於比賽途中嘗試加速，但由於第三、四彎道之間受到阻塞，未能進入全速狀態下以第四落敗。
其後出戰二月錦標更以第十一大敗，出戰柏市紀念及帝王賞均因於直路的纏鬥不敵對手而獲得兩連亞。
入秋後以一哩冠軍南部盃作為起動戰，然而受到漏閘的影響下未能進佔有利位置，最終僅跑獲第六。
其後原定挑戰中央一級賽日本冠軍盃，但最終被排除於出賽名單外，因而改為出戰浦和紀念。比賽開始後，其保持於先頭位置推進，通過第三彎道時候一直跟隨前方的Summit Stone，最終於直路成功爆發末腳速度超越對手，取得時隔1年半的勝利。
12月29日出戰東京大賞典，雖然於比賽途中表現出明顯的鬥心，但仍然未能適應比賽的節奏，最終以第六完賽。

### 5歲
進入2016年其以柏市紀念作為首戰，但未能於其他對手抗衡之下僅獲得第七。
其後陸續出戰眾多賽事亦未有任何收穫，最佳戰績為於浦和紀念取得第三。

### 6歲
2017年年初出戰川崎紀念及三月錦標，最終分別獲得第六及第十四。
完成三月錦標後，其因蹄部出現不適而進入休養。

### 7歲
2018年年初返回當初所屬的田中淳司馬房，重新成為北海道競馬的所屬馬。
休養過後陣營希望以道營紀念作為目標，因而安排其出戰龍王高級賽作為試驗，最終歡喜跑成功以輕鬆的姿態拉開後方賽駒3馬位獲勝。
其後按照計劃出戰道營紀念，雖然於其於第四彎道嘗試由外檔加速衝出，但最終仍然未能超越其他賽駒以第四落敗。
12月24日出戰名古屋大獎賽，未能發揮表現下以獲得第七。

### 8歲
2019年再度轉往大井競馬場的森下淳平馬房，並於隅田川公開賽作為首戰，最終採用中團戰術下成功於直路爆發速度，以1 3/4馬位取得勝利。
然而其後未能保持優秀的表現，出戰其他賽事未能獲勝，最佳戰績位於一哩大獎盃中取得第三。
完成一哩大獎盃後，其一直未有出戰任何賽事但亦未正式退役，最終陣營於2020年10月19才取消其於特別區競馬組合的賽駒註冊。

### 詳細賽績
| 日期       | 舉辦國家 | 馬場   | 距離   | 級別   | 賽事名稱            | 負重 | 騎師       | 馬號 | 出馬 | 名次 | 時間   | 頭馬（二馬）         |
| ---------- | -------- | ------ | ------ | ------ | ------------------- | ---- | ---------- | ---- | ---- | ---- | ------ | -------------------- |
| 15/5/2013  | 日本     | 門別   | 泥1200 |        | JRA認定2歲新馬      | 54   | 岩橋勇二   | 6    | 10   | 1    | 1:14.2 | （Cosmo Sparkle）    |
| 26/6/2013  | 日本     | 門別   | 泥1700 | OP     | JRA認定勝利者挑戰賽 | 54   | 宮崎光行   | 1    | 5    | 1    | 1:50.9 | （Moriden Boss）     |
| 21/7/2013  | 日本     | 函館   | 草1200 | GIII   | 函館兩歲錦標        | 54   | 宮崎光行   | 11   | 16   | 5    | 1:10.4 | 聖誕節               |
| 10/8/2013  | 日本     | 函館   | 草1800 | OP     | 宇宙賞              | 54   | 宮崎光行   | 1    | 14   | 5    | 1:52.4 | 霜白絶塵             |
| 15/10/2013 | 日本     | 門別   | 泥1700 | H3     | 日出盃              | 55   | 宮崎光行   | 2    | 10   | 1    | 1:49.0 | （A Shin Hokutosei） |
| 7/11/2013  | 日本     | 門別   | 泥1800 | JpnIII | 北海道兩歲優駿      | 55   | 宮崎光行   | 5    | 12   | 1    | 1:52.5 | （地球橋樑）         |
| 18/12/2013 | 日本     | 川崎   | 泥1600 | JpnI   | 全日本兩歲優駿      | 55   | 宮崎光行   | 9    | 13   | 1    | 1:40.4 | （Suzaku）           |
| 12/3/2014  | 日本     | 大井   | 泥1700 | SII    | 京濱盃              | 56   | 吉原寛人   | 14   | 14   | 1    | 1:47.6 | （Dragon Ear）       |
| 23/4/2014  | 日本     | 大井   | 泥1800 | SI     | 羽田盃              | 56   | 吉原寛人   | 12   | 14   | 1    | 1:52.6 | （Dubai Express）    |
| 4/6/2014   | 日本     | 大井   | 泥2000 | SI     | 東京打吡            | 56   | 吉原寛人   | 15   | 15   | 1    | 2:05.9 | （Smile Peace）      |
| 9/7/2014   | 日本     | 大井   | 泥2000 | JpnI   | 日本泥地打吡        | 56   | 吉原寛人   | 9    | 13   | 2    | 2:03.9 | Kazenoko             |
| 26/11/2014 | 日本     | 大井   | 泥1800 | SIII   | 勝島王冠            | 56   | 吉原寛人   | 1    | 15   | 5    | 1:53.7 | Have a Stroll        |
| 29/12/2014 | 日本     | 大井   | 泥2000 | GI     | 東京大賞典          | 55   | 吉原寛人   | 12   | 16   | 4    | 2:04.4 | 北港火山             |
| 28/1/2015  | 日本     | 川崎   | 泥2100 | JpnI   | 川崎紀念            | 56   | 吉原寛人   | 1    | 12   | 4    | 2:18.2 | 北港火山             |
| 22/2/2015  | 日本     | 東京   | 泥1600 | GI     | 二月錦標            | 57   | 吉原寛人   | 6    | 16   | 11   | 1:36.9 | 小林歷奇             |
| 5/5/2015   | 日本     | 船橋   | 泥1600 | JpnI   | 柏市紀念            | 57   | 宮崎光行   | 6    | 10   | 3    | 1:37.9 | 奇銳駿               |
| 24/6/2015  | 日本     | 大井   | 泥2000 | JpnI   | 帝王賞              | 57   | 宮崎光行   | 9    | 12   | 3    | 2:03.4 | 北港火山             |
| 12/10/2015 | 日本     | 盛岡   | 泥1600 | JpnI   | 一哩冠軍南部盃      | 57   | 宮崎光行   | 13   | 15   | 6    | 1:38.0 | Best Warrior         |
| 3/11/2015  | 日本     | 大井   | 泥2000 | JpnI   | 日本育馬場盃經典賽  | 57   | 杜滿萊     | 13   | 16   | 5    | 2:05.2 | 小林歷奇             |
| 2/12/2015  | 日本     | 浦和   | 泥2000 | JpnII  | 浦和紀念            | 56   | 宮崎光行   | 5    | 11   | 1    | 2:05.9 | （Summit Stone）     |
| 29/12/2015 | 日本     | 大井   | 泥2000 | GI     | 東京大賞典          | 57   | 宮崎光行   | 6    | 14   | 6    | 2:04.9 | 聽來真               |
| 5/5/2016   | 日本     | 船橋   | 泥1600 | JpnI   | 柏市紀念            | 57   | 宮崎光行   | 2    | 12   | 7    | 1:41.2 | 小林歷奇             |
| 29/8/2016  | 日本     | 船橋   | 泥1800 | JpnII  | 日本電視盃          | 57   | 宮崎光行   | 2    | 13   | 6    | 1:55.1 | 得獎者               |
| 26/10/2016 | 日本     | 大井   | 泥1600 | SII    | 一哩大獎賽          | 59   | 本橋孝太   | 7    | 16   | 7    | 1:41.4 | Sei Scorpion         |
| 22/11/2016 | 日本     | 浦和   | 泥2000 | JpnII  | 浦和紀念            | 57   | 吉原寛人   | 4    | 11   | 3    | 2:08.4 | 渾身勇氣             |
| 29/12/2016 | 日本     | 大井   | 泥2000 | GI     | 東京大賞典          | 57   | 吉原寛人   | 6    | 14   | 8    | 2:08.1 | 天照肯州             |
| 1/2/2017   | 日本     | 川崎   | 泥2100 | JpnI   | 川崎紀念            | 57   | 吉原寛人   | 10   | 12   | 6    | 2:15.9 | All Blush            |
| 26/3/2017  | 日本     | 中山   | 泥1800 | GIII   | 三月錦標            | 56   | 蛯名正義   | 1    | 16   | 14   | 1:53.2 | Incantation          |
| 29/8/2018  | 日本     | 門別   | 泥1800 | OP     | 龍王高級賽          | 57   | 宮崎光行   | 2    | 8    | 1    | 1:55.5 | （Steel King）       |
| 17/10/2018 | 日本     | 門別   | 泥1800 | H2     | 瑞穗賞              | 58   | 宮崎光行   | 3    | 5    | 4    | 1:55.6 | Superstition         |
| 15/11/2018 | 日本     | 門別   | 泥2000 | H1     | 道營紀念            | 56   | 宮崎光行   | 6    | 11   | 4    | 2:06.9 | Superstition         |
| 24/12/2018 | 日本     | 名古屋 | 泥2500 | JpnII  | 名古屋大獎賽        | 57   | 宮崎光行   | 2    | 9    | 7    | 2:44.5 | 中和魔匠             |
| 19/3/2019  | 日本     | 大井   | 泥1600 | OP     | 隅田川公開賽        | 57   | 御神本訓史 | 8    | 12   | 1    | 1:40.6 | （Tosen Bull）       |
| 9/4/2019   | 日本     | 大井   | 泥1800 | SIII   | 傑出盃              | 57   | 吉原寛人   | 11   | 16   | 7    | 1:55.0 | Captain King         |
| 31/7/2019  | 日本     | 大井   | 泥1600 | SIII   | 聖雅尼塔盃          | 55   | 御神本訓史 | 2    | 15   | 退賽 | 退賽   | 信子之夢             |
| 22/8/2019  | 日本     | 川崎   | 泥1600 | SIII   | 閃耀夏季盃          | 58   | 吉原寛人   | 14   | 14   | 10   | 1:42.6 | Tokino Pirates       |
| 19/9/2019  | 日本     | 大井   | 泥1600 | OP     | 一哩大獎盃          | 57   | 御神本訓史 | 9    | 15   | 3    | 1:42.0 | Work and Love        |

## 退役後
退役後，歡喜跑成為了配種馬，於北海道浦河町East Stud休養，在2021年進行配種，首批子嗣於2022年出生。首批子嗣可於2024年出賽。

## 血統簡介
父系Ammirare為日本賽駒，生涯戰績不佳勝出公開賽級別的賽事。祖父週日寧靜是美國三冠賽雙冠馬，退役後在日本配種，在日本馬壇相當成功，贏得多項分級賽事，其子嗣贏得巨額獎金，連續12年成為日本冠軍種馬。
母系Margone為美國出生的英國賽駒，生涯無任何勝場。外祖父多爵為美國出生的英國賽駒，生涯戰績優秀尤其活躍於短途賽事，曾勝出一級賽七月盃、楠索普錦標及隆尚教堂大賽。

### 血統表
| 父線：週日寧靜系（Halo系）     |                                    |                 |                 |
| 種馬 Ammirare 1997年（深棗色） | 週日寧靜 1986年（棕色）            | Halo            | Hail to Reason  |
| 種馬 Ammirare 1997年（深棗色） | 週日寧靜 1986年（棕色）            | Halo            | Cosmah          |
| 種馬 Ammirare 1997年（深棗色） | 週日寧靜 1986年（棕色）            | Wishing Well    | Understanding   |
| 種馬 Ammirare 1997年（深棗色） | 週日寧靜 1986年（棕色）            | Wishing Well    | Mountain Flower |
| 種馬 Ammirare 1997年（深棗色） | Dazzle me Jolie 1988年（棗色）     | Carr de Naskra  | Star de Naskra  |
| 種馬 Ammirare 1997年（深棗色） | Dazzle me Jolie 1988年（棗色）     | Carr de Naskra  | Cornish Runner  |
| 種馬 Ammirare 1997年（深棗色） | Dazzle me Jolie 1988年（棗色）     | Mawgrit         | Hoist the Flag  |
| 種馬 Ammirare 1997年（深棗色） | Dazzle me Jolie 1988年（棗色）     | Mawgrit         | Spring Sunshine |
| 繁殖雌馬 Margone 1995（棕色）  | 多爵 1987年（深棗色）              | 單色            | 北地舞人        |
| 繁殖雌馬 Margone 1995（棕色）  | 多爵 1987年（深棗色）              | 單色            | Pas de Nom      |
| 繁殖雌馬 Margone 1995（棕色）  | 多爵 1987年（深棗色）              | Gold Beauty     | 淘金者          |
| 繁殖雌馬 Margone 1995（棕色）  | 多爵 1987年（深棗色）              | Gold Beauty     | Stick to Beauty |
| 繁殖雌馬 Margone 1995（棕色）  | Whisprered Secret 1990年（深棗色） | 秘書處          | 勇者帝王        |
| 繁殖雌馬 Margone 1995（棕色）  | Whisprered Secret 1990年（深棗色） | 秘書處          | Somethingroyal  |
| 繁殖雌馬 Margone 1995（棕色）  | Whisprered Secret 1990年（深棗色） | Classy 'n Smart | Smarten         |
| 繁殖雌馬 Margone 1995（棕色）  | Whisprered Secret 1990年（深棗色） | Classy 'n Smart | No Class        |
| 雌系：No Class系（號族：23-b） |                                    |                 |                 |
| 五代內近親交配：無             |                                    |                 |                 |

## 命名由來
名字Happy Sprint（ハッピースプリント）意思為「快樂地衝刺」，香港則以「歡喜跑」作為翻譯。

## 外部連結
- 歡喜跑 netkeiba.com （页面存档备份，存于）
- 血統表 （页面存档备份，存于）